# Tore Børrehaug
Tore Børrehaug (13 marzo 1944 – 11 febbraio 1998) è stato un calciatore norvegese, di ruolo difensore.

## Carriera

### Club
Børrehaug vestì la maglia del Frigg, prima di passare al Lyn Oslo. Esordì in squadra in data 27 aprile 1969, nella vittoria per 1-0 sul Viking. Nel 1973, tornò al Frigg.

### Nazionale
Conta 9 presenze per la Norvegia. Debuttò il 15 maggio 1963, nella sconfitta per 2-5 contro la Polonia.